# Pilumnus tahitensis
Pilumnus tahitensis is een krabbensoort uit de familie van de Pilumnidae. De wetenschappelijke naam van de soort is voor het eerst geldig gepubliceerd in 1890 door de Man.